# Strubby
Strubby – wieś w Anglii, w Lincolnshire. Leży 49.3 km od Lincoln i 201.3 km od Londynu. Strubby jest wspomniana w Domesday Book (1086) jako Strobi.